# Willy Mercier
Willy Mercier, né en 1938 à Quaregnon et mort le 1er avril 2016, est un para-athlète belge. Malvoyant de naissance, il devient totalement aveugle à l'âge de 35 ans.

## Biographie
Professeur de religion catholique, il se tourne finalement vers le sport de haut niveau. Il devient le premier belge à obtenir une médaille aux jeux paralympiques d'hiver à Lillehammer.
Engagé politiquement et socialement, il est conseiller communal à Mons pendant plus d'une décennie et est membre de plusieurs associations d'aide aux malvoyants, dont Les Amis des Aveugles et Malvoyants à Ghlin.
Ses performances sportives ainsi que son engagement politique et social lui valent plusieurs reconnaissances, dont le titre de Commandeur de l'Ordre de la Couronne et le prix de la Pensée Wallonne en 2010.
Il retrace son parcours de vie dans deux romans autobiographiques: À perte de vue et Aveugle, j'ai conquis l'impossible.

## Performances sportives
Il s'investit dans de nombreux sports, tels que parachutisme, ski alpin, natation, alpinisme ou course à pied.

### Ascensions notables
Parmi ses réalisations sportives figurent l'ascension de l'Aconcagua, point culminant de la cordillère des Andes, ainsi que celles du Kilimandjaro, point culminant de l'Afrique, et du Mont-Blanc, sommet le plus élevé des Alpes. Ces ascensions lui ont valu une place dans le Livre Guinness des records.

## Engagement politique
Oeuvrant à favoriser l’accessibilité, il est engagé sur une liste du parti social-chrétien (PSC) aux élections législatives de 1999, sur une liste PRL-MCC aux élections communales de 2000 ou encore une liste cdH aux élections communales en 2012. Il est conseiller communal de la ville de Mons de 2001 à 2012.